# Hyalinobatrachium mondolfii
Hyalinobatrachium mondolfii là một loài ếch trong họ Centrolenidae.
Nó được tìm thấy ở Venezuela và có thể cả Guyana.
Các môi trường sống tự nhiên của chúng là các khu rừng ẩm ướt đất thấp nhiệt đới hoặc cận nhiệt đới, đồng cỏ nhiệt đới hoặc cận nhiệt đới vùng ngập nước hoặc lụt theo mùa, sông, sông có nước theo mùa, và đầm nước ngọt có nước theo mùa.
Nó không được xem là bị đe dọa theo IUCN.